# Donegal Celtic
Der Donegal Celtic Football and Sports Club ist ein 1970 gegründeter nordirischer Fußballverein aus dem Westen der Hauptstadt Belfast.

## Geschichte
Der Name Celtic sowie die Vereinsfarben beziehen sich auf den legendären West-Belfaster Club Belfast Celtic, der sich Ende der Vierziger Jahre aufgrund der zunehmenden Gewalt gegen seine – überwiegend katholischen – Spieler und Fans aus dem nordirischen Ligafußball zurückgezogen hatte und sich Mitte der Fünfziger Jahre schließlich auflöste.
Nach vielen Amateur-Jahren, in denen Donegal Celtic die Aufnahme in den nordirischen Profifußball verwehrt wurde, wurde der Club schließlich zur Saison 2002/03 für die 2. Division der Irish League zugelassen. In der Saison 2005/06 stieg er schließlich aus der First Division in die Premier League auf. Im Zuge der Reorganisierung des Ligasystems wurde dem Verein die Lizenz zur Teilnahme an der neugegründeten IFA Premiership verwehrt. Damit musste der Donegal Celtic FC mit Beginn der Saison 2008/09 in der IFA Championship, der zweithöchsten Spielklasse im nordirischen Fußball, antreten. Zwei Jahre später gelang die Rückkehr in die höchste Spielklasse, ehe die Mannschaft 2013 nach verlorenen Relegationsspielen gegen Warrenpoint Town den Gang in die zweitklassige IFA Championship antreten musste.
Wenige Tage vor Beginn der Zweitligasaison 2013/14 traten das gesamte Trainerteam sowie mehrere Spieler aufgrund der finanziellen Lage des Clubs zurück. Trotzdem erreichte die Mannschaft in dieser Saison den elften Platz. In der Saison 2015/16 stieg Donegal Celtic schließlich mit nur 3 Punkten und ohne ein Spiel gewonnen zu haben in die dritthöchste Spielklasse ab. Das Angebot des Drittliga-Absteigers Sport and Leisure Swifts, der für die Saison 2019/20 geplanten Neuauflage von Belfast Celtic beizutreten, lehnte man im Mai 2019 ab. In der Saison 2019/20 spielt Donegal Celtic in der viertklassigen Ballymena & Provincial Football League.